# Лястовича опашка
Лястовичата опашка (Iphiclides podalirius) е вид едра пеперуда, срещаща се и в България. В някои страни е защитен от закона вид.

## Етимология

### Научно име
Родовото име Iphiclides произлиза от името на гръцкия персонаж Ιφικλής (Ификъл), а видовият епитет podalirius – от персонажа Ποδαλείριος (Подалирий), брат на Μαχάων (Махаон, на когото е кръстена друга подобна пеперуда – Papilio machaon). Това е част от широко разпространената практика научни имена на пеперуди да се заимстват от гръцката митология.

### Българско име
На български, както и на английски (swallowtail), името Лястовича опашка произтича от удълженията на крилата, наподобяващи дългите раздвоени опашки на лястовиците.

## Външен вид

### Яйце
Яйцето е сферично, белезникаво до светлозелено. Преди излюпване потъмнява в цвета на гъсеничката.

### Гъсеница
Гъсениците от първа възраст са черни с две групи зелени петънца отгоре. Следващите възрасти са с основен цвят зелено или светлокафяво, с повече или по-малко изразени бяла надлъжна гръбна ивица и множество ко̀си бели странични ивици. В по-късни възрасти могат да се появят и кафеникави петънца отгоре.
- Възрастна гъсеница
- Гъсеница готвеща се да какавидира
- Наскоро имагинирала пеперуда – все още не е разпънала крилцата си

### Какавида
Ранните какавиди от първото поколение, които няма да презимуват, са оцветени в зелено, като в последните дни от развитието им започват да прозират цветовете на пеперудата. Късните какавиди, които ще презимуват сред изсъхналата кафеникава растителност, са кафяви.

### Имаго
Имагото е едра пеперуда с размах на крилете 48÷80 mm, като пролетното поколение е по-малко от лятното. Има характерни тънки и дълги израстъци на задните крила. Отгоре крилата са с бледожълт цвят и с тъмни ивици. Върху задните крила има сини петна и по едно очно петно в синьо и оранжево. Долната страна на крилата е същата, като горната.

## Разпространение
Лястовичата опашка е палеарктичен вид – среща се в почти цяла Европа (без най-северните райони), северна Африка и голяма част от Азия. Някои автори считат популациите на Пиренейския полуостров и северна Африка за отделен вид – Iphiclides feisthamelii, а други го разглеждат като подвид Iphiclides podalirius feisthamelii.
В България се среща почти навсякъде до около 1 600 метра н.в.

## Местообитание
Обитава открити местности, покрайнини на гори и населени места, където може да се види в паркове и градини.

## Начин на живот и размножаване
В зависимост от местния климат, пеперудата има от 1 до 3 поколения годишно. В България има 3 поколения и лети от март до октомври.
Имагото предпочита цветове богати на нектар като ябълка, череша, люляк и будлея. Гъсениците се хранят с растения от сем. Розоцветни, най-често от род Prunus – ябълка, круша, слива, кайсия, праскова, череша, глог и др.
Женската снася яйцата си поединично или на малки групи върху листата на хранителните растения на гъсениците. Гъсеницата се храни с листата и минава през 5 възрасти за 3 до 6 седмици, след което какавидира върху стъблото на хранителното растение или наблизо. Какавидите от първото поколение са зелени и най-често върху хранителното растение. Зеленият цвят ги прави по-трудно забележими на фона на лятната зеленина. Какавидите от последното поколение са кафяви, образуват се на значително по-ниска височина над земята, извън хранителното растение, предимно в основата на тревисти растения наоколо. Там те презимуват сред опадалите листа в същите кафеникави тонове. Междинните поколения могат да имат както зелени, така и кафяви какавиди. Какавидата е най-уязвимият стадий на пеперудата, тъй като е неподвижен, и затова маскировъчното му оцветяване и мястото на какавидиране са от жизненоважно значение.

## Икономическо значение
Лястовичата опашка не се среща масово, затова и вредите от нея по овощните растения са нищожни.